# Brassica
Genre
Classification APG II (2003)
Brassica est un genre de plantes à fleurs dicotylédones de la famille des Brassicaceae (ou Crucifères), originaire d'Eurasie et du bassin méditerranéen, qui comprend une quarantaine d'espèces acceptées. C'est le genre type de la famille des Brassicaceae.
Ce sont généralement des plantes herbacées annuelles ou bisannuelles, aux fleurs en croix caractéristique des Crucifères.
Les espèces cultivées ont une morphologie très diverse selon qu'elles ont été sélectionnées pour leurs feuilles, leurs pétioles, leurs bourgeons, leurs fleurs, leurs racines ou leurs graines. Elles sont cultivées  comme légumes, plantes condimentaires, oléagineuses ou médicinales. Certaines espèces sont également utilisées comme engrais vert ou comme plantes ornementales. Ce sont souvent des plantes mellifères. Certaines sont des adventices des cultures.
Parmi les espèces cultivées figurent des plantes importantes pour l'alimentation humaine et l'économie comme des légumes, des oléagineux et des condiments .
Quatre espèces sont principalement cultivées et jouent un rôle important dans l'alimentation humaine :  Brassica oleracea (divers choux),  Brassica napus (colza, rutabaga), Brassica rapa (navet, navette, chou chinois),  Brassica nigra (moutarde noire).
Les espèces du genre Brassica ont fait l’objet d’un grand intérêt scientifique pour leur importance agricole et alimentaire. Six espèces particulières ont donné lieu à la théorie du triangle d'U : trois espèces (Brassica  carinata, Brassica  juncea, Brassica  napus) sont nées de la combinaison des génomes de trois espèces antérieures (Brassica  nigra, Brassica  oleracea, et Brassica  rapa).

## Étymologie
Brassica est un mot gaulois dont l'origine est confirmée par l'irlandais braissech et le gallois bresych (chou), langues celtiques modernes.
Le terme Brassica a peut-être une origine pré-indoeuropéenne. Pline l'Ancien donne le nom générique de Brassica à plusieurs plantes ressemblant à des choux. D'autres auteurs antiques, Aristote (384 - 322 av. J.-C.), Théophraste (371 - 286 av. J.-C.), Caton l'Ancien (234-149 av. J.-C.), Columelle (Ier siècle après J.-C.), mentionnent l'importance des Brassica.
L’étymologie de Brassica est disputée depuis que Herman Boerhaave a suggéré en 1727 que ce terme pourrait provenir du grec ancien αποτονβραξειν (apotonbraxein), latin vorare (« dévorer »).
Une autre dérivation proposée, celle de  Bresic ou Bresych, nom celte désignant le « chou », a été suggérée par Gustav Hegi en 1919. Il s’agirait d’une contraction de praesecare (« couper tôt »), puisque les feuilles étaient récoltées pour l’alimentation et le fourrage à  l’automne et au début de l’hiver,.
Une autre origine suggérée provient du grec ancien βραοσειν (braosein), « craquement », évoquant le son émis lorsque les feuilles sont détachées de la tige.
Certains philologues rapprochent Brassica du punique Burutzim qui désignait une plante du littoral méditerranéen, Cynanchum acutum, très différente morphologiquement du chou, bien qu'ayant une même odeur forte, mais à laquelle les auteurs antiques (Dioscoride, Apulée) ont donné des noms la rapprochant du chou.

## Caractéristiques générales
Les espèces du genre Brassica sont des plantes herbacées annuelles, bisannuelles ou vivaces, rarement des arbrisseaux ou sous-arbrisseaux, souvent glauques. Les espèces cultivées sont souvent des herbacées annuelles.
Elles se caractérisent par des tiges dressées ou ascendantes, simples ou ramifiées, feuillues ou rarement sans feuilles. Les feuilles basales sont pétiolées, disposées parfois en rosette, simples, entières, dentées, pennatifides ou pennatiséquées. Les feuilles caulinaires, alternes, sont pétiolées ou sessiles, à base cunée, atténuée ou auriculée.
Les fleurs,  typiques des Crucifères, sont groupées en grappes. Elles présentent quatre sépales libres, quatre pétales libres, en position alterne avec celles des sépales et formant une croix. Les sépales, ovales ou oblongs, sont dressés ou ascendants, rarement étalés. Les pétales sont jaunes, rarement blancs ou roses, les étamines sont au nombre de six, dont deux plus courtes que les autres (tétradynames). Le pistil présente deux carpelles et à stigmates réunis en une sorte de disque. Chaque ovaire contient de 4 à 50 ovules.
Le fruit est une silique déhiscente, glabre, linéaire ou plus rarement oblongue, dotée d'une cloison membraneuse portant les graines, disposées en une ou deux séries, contenant de 4 à 50 graines.
Ces plantes renferment un glucoside, la sinapine.

## Distribution
Ce genre est originaire de l'Ancien monde : Europe (sauf les régions arctiques), Afrique du Nord, Asie occidentale et sous-continent indien.

## Taxinomie

### Liste des principales espèces et sous-espèces
Selon ? Références ?
- Brassica assyriaca Moutarde
- Brassica aucheri Boiss.
- Brassica balearica Pers.
- Brassica barrelieri (L.) Janka
- Brassica bourgeaui (Webb ex H. Christ) Kuntze
- Brassica cadmea O. E. Schulz
- Brassica carinata A. Braun, la moutarde d'Éthiopie
- Brassica cretica Lam. 
  - Brassica cretica subsp. aegaea (Heldr. & Hal.) Snogerup et al.
  - Brassica cretica subsp. cretica
  - Brassica cretica subsp. laconica M. A. Gust. & Snogerup
- Brassica deflexa Boiss. 
  - Brassica deflexa subsp. deflexa
  - Brassica deflexa subsp. leptocarpa (Boiss.) Hedge
- Brassica deserti Danin & Hedge
- Brassica desnottesii Emb. & Maire
- Brassica dimorpha Coss. & Durieu
- Brassica drepanensis (Caruel) Ponzo
- Brassica elongata Ehrh. 
  - Brassica elongata subsp. elongata
  - Brassica elongata subsp. imdrhasiana Quézel
  - Brassica elongata subsp. integrifolia (Boiss.) Breistr.
  - Brassica elongata subsp. pinnatifida (Smal'g.) Greuter & Burdet
  - Brassica elongata subsp. subscaposa (Maire & Weiller) Maire
- Brassica fruticulosa Cirillo 
  - Brassica fruticulosa subsp. cossoniana (Boiss. & Reut.) Maire
  - Brassica fruticulosa subsp. fruticulosa
  - Brassica fruticulosa subsp. glaberrima (Pomel) Batt.
  - Brassica fruticulosa subsp. mauritanica (Coss.) Maire
  - Brassica fruticulosa subsp. numidica (Coss.) Maire
  - Brassica fruticulosa subsp. pomeliana Maire
  - Brassica fruticulosa subsp. radicata (Desf.) Batt.
- Brassica glabrescens Pold.
- Brassica gravinae Ten. 
  - Brassica gravinae var. brachyloma (Boiss. & Reut.) O. E. Schulz
  - Brassica gravinae var. djurdjurae (Batt.) Maire
  - Brassica gravinae var. gravinae
- Brassica hilarionis Post
- Brassica hirta Moutarde blanche
- Brassica incana Ten.
- Brassica insularis Moris
- Brassica jordanoffii O. E. Schulz
- Brassica juncea (L.) Czern., 
  - Brassica juncea var. crispifolia L. H. Bailey
  - Brassica juncea var. cuneifolia (Roxb.) Kitam.
  - Brassica juncea var. foliosa L. H. Bailey
  - Brassica juncea var. integrifolia (H. West) Sinskaya
  - Brassica juncea var. japonica (Thunb.) L. H. Bailey
  - Brassica juncea var. juncea, la moutarde brune
  - Brassica juncea var. longidens L. H. Bailey
  - Brassica juncea var. multiceps N. Tsen & S. N. Lee
  - Brassica juncea var. napiformis (Pailleux & Bois) Kitam.
  - Brassica juncea var. rugosa (Roxb.) N. Tsen & S. N. Lee, la moutarde de Chine
  - Brassica juncea var. strumata N. Tsen & S. N. Lee
  - Brassica juncea var. tumida N. Tsen & S. N. Lee
- Brassica macrocarpa Guss.
- Brassica maurorum Durieu
- Brassica montana Pourr.
- Brassica napus L. 
  - Brassica napus var. napobrassica (L.) Rchb., le rutabaga, chou-navet, navet de Suède
  - Brassica napus var. napus, le colza, le canola
  - Brassica napus var. pabularia (DC.) Rchb., le chou frisé sibérien, chou à faucher
- Brassica nigra (L.) W. D. J. Koch, la moutarde noire
- Brassica oleracea L. 
  - Brassica oleracea var. alboglabra (L. H. Bailey) Musil, le brocoli chinois
  - Brassica oleracea var. botrytis L., le chou-fleur, le chou romanesco
  - Brassica oleracea var. capitata L., le chou pommé, chou cabus, chou rouge
  - Brassica oleracea var. costata DC., le chou à grosses côtes
  - Brassica oleracea var. gemmifera Zenker, le chou de Bruxelles
  - Brassica oleracea var. gongylodes L., le chou-rave
  - Brassica oleracea var. italica Plenck, le brocoli
  - Brassica oleracea var. medullosa Thell., le chou moellier
  - Brassica oleracea var. oleracea, le chou sauvage
  - Brassica oleracea var. palmifolia DC., le chou palmier
  - Brassica oleracea var. ramosa DC., le chou vivace ou chou mille-têtes
  - Brassica oleracea var. sabauda L., le chou de Milan
  - Brassica oleracea var. sabellica L., le chou frisé
  - Brassica oleracea var. viridis L., le chou cavalier ou chou fourrager
- Brassica oxyrrhina Coss.
- Brassica procumbens (Poir.) O. E. Schulz
- Brassica rapa L. 
  - Brassica rapa subsp. chinensis (L.) Hanelt, le chou de Chine pak-choï
    - Brassica rapa subsp. chinensis var. parachinensis (L. H. Bailey) Hanelt, le choi sum
    - Brassica rapa subsp. chinensis var. purpuraria (L. H. Bailey) Kitam., la moutarde de Chine à pétiole pourpre

  - Brassica rapa subsp. dichotoma (Roxb.) Hanelt, le sarson à graines brunes
  - Brassica rapa subsp. japonica Shebalina
  - Brassica rapa subsp. narinosa (L. H. Bailey) Hanelt, le tatsoi
  - Brassica rapa subsp. nipposinica (L. H. Bailey) Hanelt, le mizuna
    - Brassica rapa subsp. nipposinica var. perviridis L. H. Bailey, le komatsuna (moutarde-épinard)

  - Brassica rapa subsp. oleifera (DC.) Metzg., la navette  (« canola » au Québec)
    - Brassica rapa L. subsp. oleifera forma biennis, la navette d'hiver
    - Brassica rapa L. subsp. oleifera forma annua (Metzg.) Thell., la navette d'été

  - Brassica rapa subsp. pekinensis (Lour.) Hanelt, le chou de Chine pe-tsaï, chou de Shanton
  - Brassica rapa subsp. rapa, le navet
  - Brassica rapa subsp. trilocularis (Roxb.) Hanelt, le sarson à graines jaunes
- Brassica repanda (Willd.) DC. 
  - Brassica repanda subsp. africana (Maire) Greuter & Burdet
  - Brassica repanda subsp. almeriensis Gomez-Campo
  - Brassica repanda subsp. blancoana (Boiss.) Heywood
  - Brassica repanda subsp. cadevallii (Font Quer) Heywood
  - Brassica repanda subsp. cantabrica (Font Quer) Heywood
  - Brassica repanda subsp. confusa (Emb. & Maire) Heywood
  - Brassica repanda subsp. dertosensis Molero & Rovira
  - Brassica repanda subsp. galissieri (Giraudias) Heywood
  - Brassica repanda subsp. gypsicola Gomez-Campo
  - Brassica repanda subsp. latisiliqua (Boiss. & Reut.) Heywood
  - Brassica repanda subsp. maritima (Willk.) Heywood
  - Brassica repanda subsp. repanda
  - Brassica repanda subsp. saxatilis (DC.) Heywood
  - Brassica repanda subsp. silenifolia (Emb.) Greuter & Burdet
  - Brassica repanda subsp. turbonis (P. Monts.) J. M. Monts. & Romo
- Brassica rupestris Raf.
- Brassica ruvo L.H.Bailey - Brocoli-rave
- Brassica souliei (Batt.) Batt. 
  - Brassica souliei subsp. amplexicaulis (Desf.) Greuter & Burdet
  - Brassica souliei subsp. souliei
- Brassica spinescens Pomel
- Brassica tournefortii Gouan
- Brassica villosa Biv.

### Liste d'espèces
Selon The Plant List (9 avril 2019) :
- Brassica assyriaca Moutarde
- Brassica aucheri Boiss.
- Brassica balearica Pers.
- Brassica barrelieri (L.) Janka
- Brassica brachyloma Boiss. & Reut.
- Brassica cadmea Heldr. ex O.E.Schulz
- Brassica carinata A.Braun
- Brassica cretica Lam.
- Brassica deflexa Boiss.
- Brassica deserti Danin & Hedge
- Brassica desnottesii Emb. & Maire
- Brassica dimorpha Coss. & Durieu
- Brassica elongata Ehrh.
- Brassica fruticulosa Cirillo
- Brassica gallicum O.E. Schulz
- Brassica gravinae Ten.
- Brassica hilarionis Post
- Brassica incana Ten.
- Brassica insularis Moris
- Brassica iranica Rech.f., Aellen & Esfand.
- Brassica juncea (L.) Czern.
- Brassica macrocarpa Guss.
- Brassica montana Pourr.
- Brassica napus L.
- Brassica nigra (L.) K.Koch
- Brassica nivalis Boiss. & Heldr.
- Brassica oleracea L.
- Brassica oxyrrhina Coss.
- Brassica procumbens (Poir.) O.E.Schulz
- Brassica rapa L.
- Brassica repanda (Willd.) DC.
- Brassica rupestris Raf.
- Brassica somalensis Hedge & A.G.Mill.
- Brassica souliei Batt.
- Brassica spinescens Pomel
- Brassica taurica (Tzvelev) Tzvelev
- Brassica tournefortii Gouan
- Brassica tyrrhena Giotta, Piccitto & Arrigoni
- Brassica villosa Biv.

## Séquençage du génome et génétique
Bayer CropScience, en collaboration avec BGI-Shenzhen (Chine),  Keygene NV (Pays-Bas) et l’Université du Queensland (Australie), a annoncé le séquençage en 2009 de l’ensemble du génome du colza (Brassica napus) et de ses génomes constitutifs présents dans Brassica rapa et Brassica oleracea.
Le génome de  Brassica rapa a été séquencé  en 2011 par le Projet multinational du génome de Brassica. Il représente également le composant A du génome des espèces amphidiploïdes Brassica napus et Brassica juncea.

## Dans l’art et la culture
Dans Astérix chez les Belges, des choux de Bruxelles sont présentés à Astérix et Obélix par la phrase « Ça est des brassica de par ici ».